# Agathe Martel
Agathe Martel, née en 1962 au Canada, est une soprano québécoise qui se produit tant à l'opéra qu'en récital.

## Biographie
Agathe Martel est née en 1962, à Saint-Nazaire, dans la région du Lac Saint-Jean au Québec, la huitième de dix enfants. Son père joue du violon et son frère de la guitare, mais un répertoire non classique. Après des tests d'aptitude, elle se révèle apte aux travaux manuels et à la musique : « J'étais très manuelle et très musicale. J'ai commencé à la CJEP Alma dans l'informatique et je détestais ça, alors je suis passée à la musique. J'apprenais le piano et le chant, mais j'aimais plus le piano. Puis, par le biais de mon professeur, Cécile Bedard, j'ai commencé à en apprendre davantage sur les chanteurs et mon intérêt a commencé à changer. » Elle étudie ensuite à l'Université Laval à Québec, notamment le chant avec Louise André.
La soprano est ensuite artiste en résidence à l'Atelier lyrique de l'Opéra de Montréal, centre de perfectionnement professionnel pour chanteurs d'opéras et pianistes chefs de chant, de 1988 à 1989.
Elle participe aux concours de l’Orchestre symphonique de Montréal (1991), des Jeunesses musicales du Canada et de l’Opéra de Québec où elle remporte des premiers prix (prix John Newmark et le prix Raoul-Jobin) lui ouvrant des perspectives de carrière musicale, par des engagements avec l’Opéra de Québec et l’Orchestre symphonique de Montréal.
En 1994, elle remplace au pied levé la soprano dans la cantate Carmina Burana. 
Agathe Martel est une artiste lyrique québécoise qui chante à opéras. Elle interprète notamment les héroïnes romantiques du XIXe siècle, telles Adina dans L'elisir d'amore, Antonia dans Les Contes d'Hoffmann, Marguerite dans Faust, Mimi et Musetta dans La Bohème, Micaela dans Carmen, Violetta dans La traviata et Gilda dans Rigoletto,,.
Elle est également connue pour ses récitals de mélodies où elle est accompagnée par le pianiste québécois Marc Bourdeau. Dans ce répertoire, elle s'est produite au Québec à Montréal, Ottawa, Toronto, Victoria, Chicago, Washington et Lausanne, Zurich et La Chaux-de-Fonds.

## Discographie
Agathe Martel a enregistré pour les labels discographiques ATMA Classique, Marquis Classics, Naxos et SNE.

### Avec Marc Bourdeau
Elle enregistre plusieurs disques de mélodies et lieder accompagnée de Marc Bourdeau au piano :
- Mélodies françaises : Œuvres de Claude Debussy, Ernest Chausson Albert Roussel et Pierre Mercure (Société Nouvelle d'Enregistrement, SNE 588, 1993)[12] (OCLC 41208154)
- Vai Azulão, Mélodies d'Argentine et du Brésil - mélodies de Guastavino, Guarnieri, Ginastera, Buchardo, Villa-Lobos - Marc Bourdeau, piano, notice et traductions (mars 2000, Marquis Classics 8128522/EMI Music Canada)[13],[14] (OCLC 869034611)
- Rachel Laurin : Festivals - Marc Bourdeau, piano (2005, ATMA Classique ACD22295) (OCLC 441095709) — mélodies sur des poèmes de Jean de la Fontaine (Fables, op. 9) et Guillaume Apollinaire (Le bestiaire, op. 22).
- Richard Strauss, Lieder (concert 2020, label Piano Plus)
- Joaquín Turina, Saeta en Forma de Salve, op. 60 (concert 2020, label Piano Plus)

### Opéras
Elle participe également à l'enregistrement d'autres disques :
- Ravel, L'Enfant et les Sortilèges - Agathe Martel (La Princesse) ; Orchestre symphonique de Nashville, dir. Alastair Willis (en) (5 décembre 2006, Naxos 8.660215)[15],[16] (OCLC 317076344).

## Prix et distinctions
- 2002-2003 : prix Opus pour le disque Vai Azulão, Mélodies d'Argentine et du Brésil, nomination dans la catégorie Disque de l'année — Musiques classique, romantique, postromantique, impressionniste[17].
- 2003 : prix de la Fondation de l'Opéra de Québec pour l'interprétation de Gilda dans Rigoletto[10].